# Greenwood (Delaware)
Pour les articles homonymes, voir Greenwood.
Greenwood est une ville américaine située dans le comté de Sussex, dans l'État du Delaware.

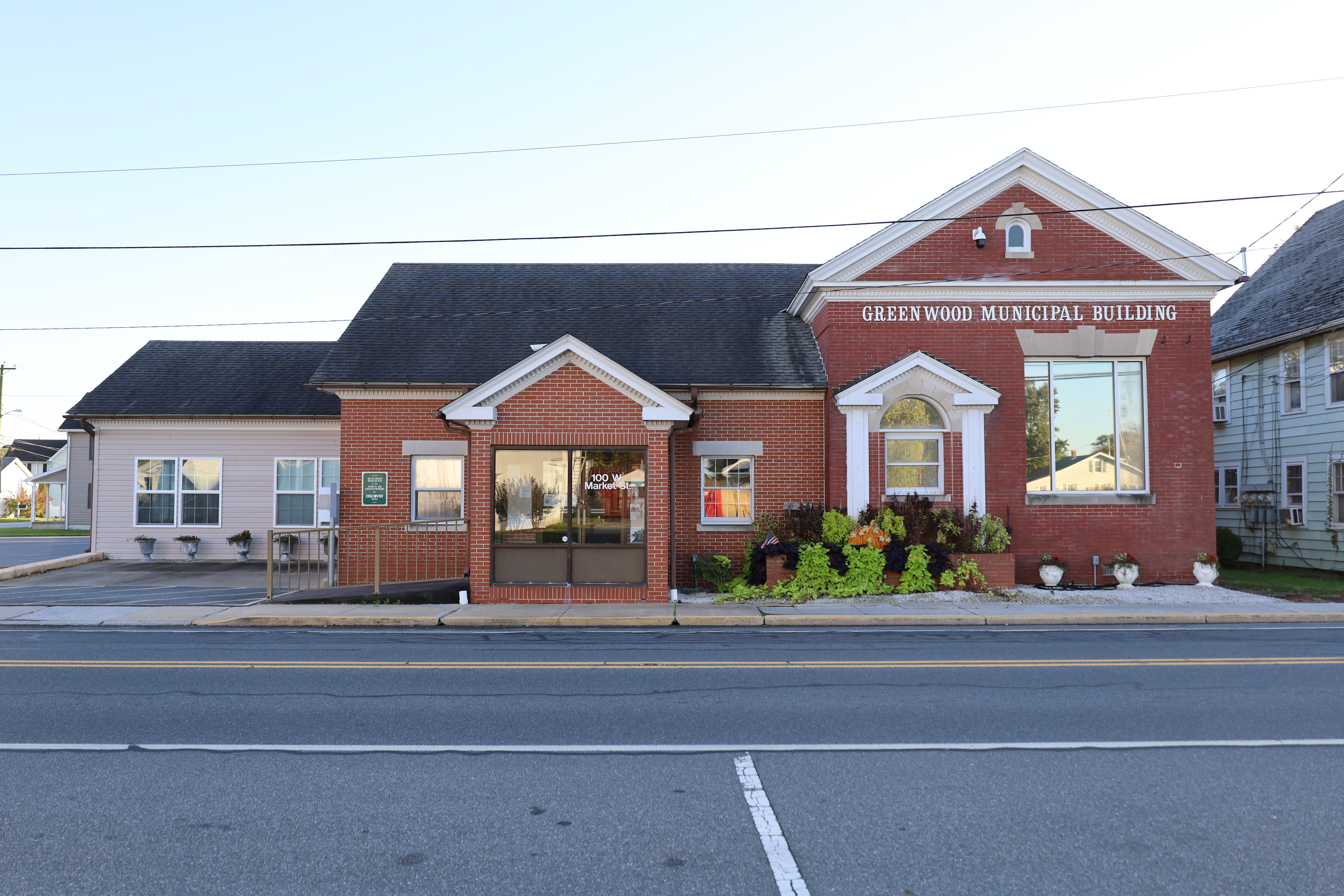
Mairie

## Démographie
| 1880 | 1890 | 1910 | 1920 | 1930 | 1940 |
| ---- | ---- | ---- | ---- | ---- | ---- |
| 109  | 254  | 362  | 500  | 527  | 573  |

| 1950 | 1960 | 1970 | 1980 | 1990 | 2000 |
| ---- | ---- | ---- | ---- | ---- | ---- |
| 746  | 768  | 654  | 578  | 578  | 837  |

| 2010 | - | - | - | - | - |
| ---- | - | - | - | - | - |
| 973  | - | - | - | - | - |

Selon le recensement de 2010, Greenwood compte 973 habitants. La municipalité s'étend sur 0,72 milles carrés (1,86 km2).